# 奥罗莫解放阵线
奥罗莫解放阵线是埃塞俄比亚的一个奥罗莫人政党。该党成立于1973年。该党成立后，曾长期从事反抗埃塞俄比亚中央政府的武装斗争，致力于建立一个独立的奥罗莫人国家。2018年8月，该党与埃塞俄比亚政府签订和平协议。该党的意识形态是奥罗莫民族主义、社会主义、世俗主义。该党的领袖是Dawud Ibsa Ayana。该党的总部位于亚的斯亚贝巴。目前，该党有5000名成员。该党是无代表国家和民族组织的成员。
奧解陣在當局拘禁它的一些領導人及關閉它的辦事處後退出2021年埃塞俄比亞大選。
其軍事分支「奧羅莫解放軍」於2020年脫離奧解陣自立，繼續對抗埃塞俄比亞政府。